# Malešín (Řehenice)
Malešín (Duits: Maleschin of Maleschin bei Rehenitz) is een Tsjechische plaats in de gemeente Řehenice, regio Midden-Bohemen, en maakt deel uit van het district Benešov. Het dorp ligt op 1,5 kilometer afstand van Řehenice.
Malešín telt 36 inwoners (2021).

## Geografie
Malešín ligt dicht bij de rivier de Sázava.

## Etymologie
De naam van het dorp is afgeleid van de persoonsnaam Malecha, door middel van een bezittelijk achtervoegsel, en betekent dan Malecha's hof. In historische bronnen komt de naam voor als Malessin (1454), in Malessinie (1454), w Malessinie en Malessyn (1654).

## Geschiedenis
De eerste schriftelijke vermelding van het dorp dateert van 1454.
Sinds 1 januari 2007 is Malešín ondergebracht bij het district Benešov. Voor die tijd was het dorp ingedeeld bij het district Praha-východ.

## Verkeer en vervoer

### Autowegen
Er leidt een regionale weg naar het dorp.

### Spoorlijnen
Er is geen station in Malešín. Het dichtstbijzijnde station is in Pyšely, op zo'n 6,5 kilometer afstand. Dat station ligt aan de spoorlijn van Praag naar Benešov.

### Buslijnen
Er is geen bushalte in het dorp. De dichtstbijzijnde bushalte is in Křiváček, op ongeveer één kilometer afstand:
| Halte              | Lijn(en) | Traject(en)                 | Vervoerder(s) |
| ------------------ | -------- | --------------------------- | ------------- |
| Řehenice, Křiváček | 337      | Praag-Budějovická - Benešov | Arriva City   |

## Galerij

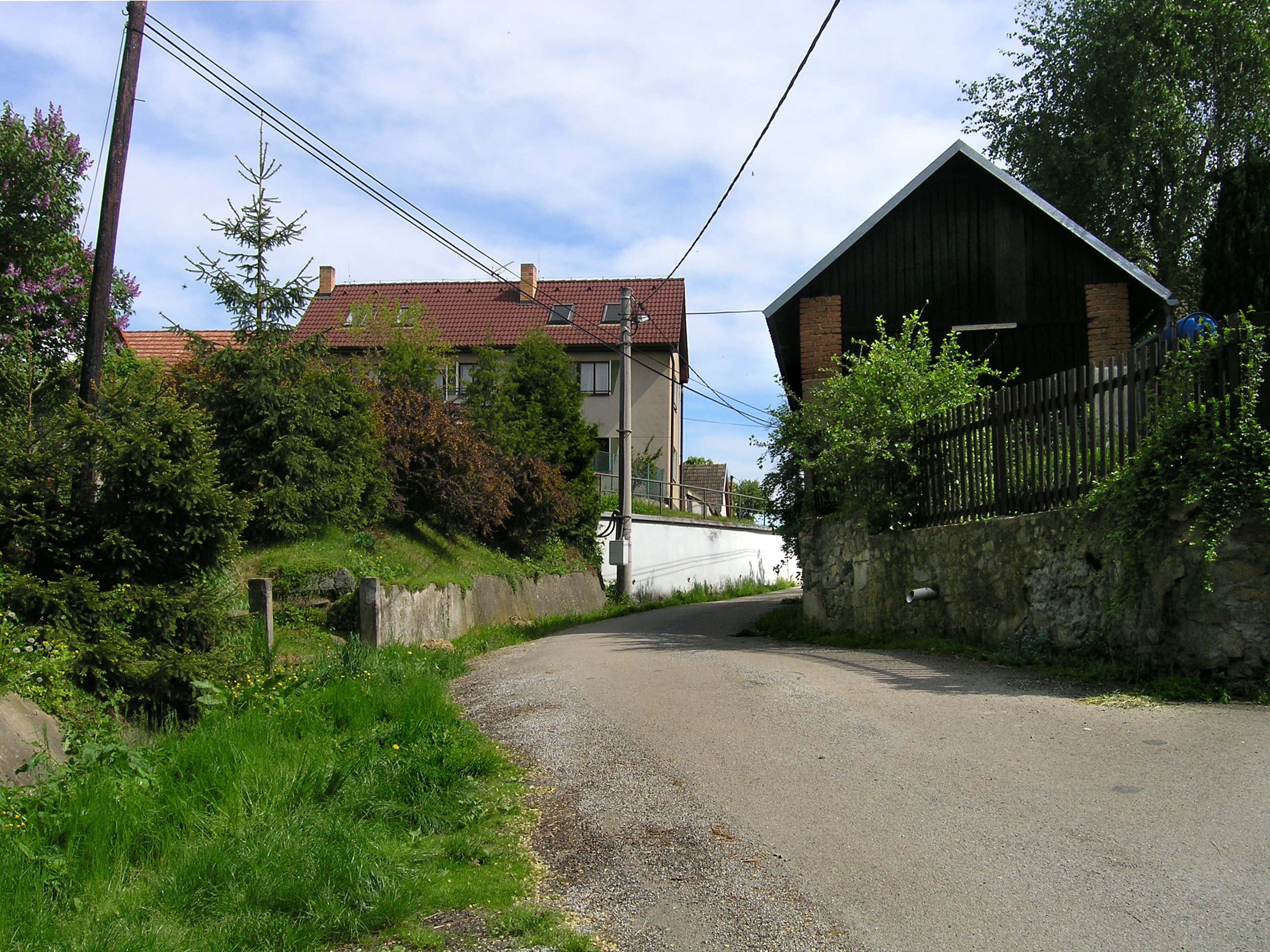
Huizen in het dorp (2013)